# Remboué (fleuve)
Le Remboué est un fleuve du Gabon, situé dans la province de l'Estuaire à environ 30 km au nord des lacs Azingo et Nkonié. Il se jette dans l'estuaire du Gabon, depuis le sud. 